# Frame (TRFの曲)
「Frame」（フレイム）は、1998年3月25日にavex traxよりリリースされたTRF19枚目のシングル。

## 解説
1998年2作目で花王「ラビナス」CMソング。「Frame」は、作詞をDJ KOOが手がけた。楽曲はかつてTRFアルバムのリミックスを手がけたり、浜崎あゆみのシングル｢Trust｣を手がけた、DJ KOOと親交の深いFavorite Blueの木村貴志（現:t-kimura）が提供。カップリング曲「frisky a Go Go!」は作詞がYU-KI、作曲・編曲はDJ KOO。

## 収録曲
1. Frame
作詞：DJ KOO & 前田たかひろ　作曲・編曲：木村貴志
2. frisky a Go Go!
作詞：YU-KI　作曲・編曲：DJ KOO
3. Frame [INSTRUMENTAL]
4. frisky a Go Go! [INSTRUMENTAL]

## 収録アルバム
Frame
- 『UNITE』
- 『TRF 15th Anniversary BEST -MEMORIES-』
- 『TRF 20TH Anniversary COMPLETE SINGLE BEST』

frisky a Go Go!
- 『UNITE』
※ Sunset Boulevard Mixとして収録